# CCC Team
Il CCC Team, già BMC Racing Team, era una squadra maschile polacca di ciclismo su strada. Attiva nel professionismo dal 2007 al 2020, dal 2011 ebbe licenza di UCI World Team.
La squadra, basata in California, era diretta a livello manageriale da Jim Ochowicz e fino al 2018 gareggiò sotto licenza statunitense come BMC Racing Team, dal nome dell'omonimo produttore di telai. Dal 2019, con il subentro dell'azienda polacca di abbigliamento CCC e di Giant come nuovi sponsor, assunse la denominazione CCC Team, diventando la prima formazione World Tour con licenza polacca. A fine 2020, a causa del ritiro dei finanziamenti da parte di CCC, la squadra venne dismessa.
La squadra ottenne la vittoria più importante nel 2011 con l'australiano Cadel Evans, vincitore della classifica generale del Tour de France, mentre nel 2017 il campione olimpico Greg Van Avermaet diede al team le vittorie nella Parigi-Roubaix e nella classifica individuale World Tour. Nel 2014 e nel 2015 la squadra primeggiò inoltre nella cronometro a squadre dei campionati del mondo.

## Storia

### 2006-2009: i primi anni
La squadra nasce nel 2005 su idea dell'ex ciclista e biker professionista Gavin Chilcott. L'anno dopo, con la creazione della società Continuum Sports LLC, con sede a Santa Rosa, in California, Chilcott riesce a organizzare una formazione Under-23 attiva nelle gare statunitensi. Nello stesso anno entrano nella dirigenza il manager Jim Ochowicz e il direttore sportivo Carlos Livermore; la squadra riceve peraltro l'importante sostegno finanziario dell'azienda svizzera produttrice di biciclette BMC, diretta da Andy Rihs, che già aveva sponsorizzato l'appena dismessa Phonak.

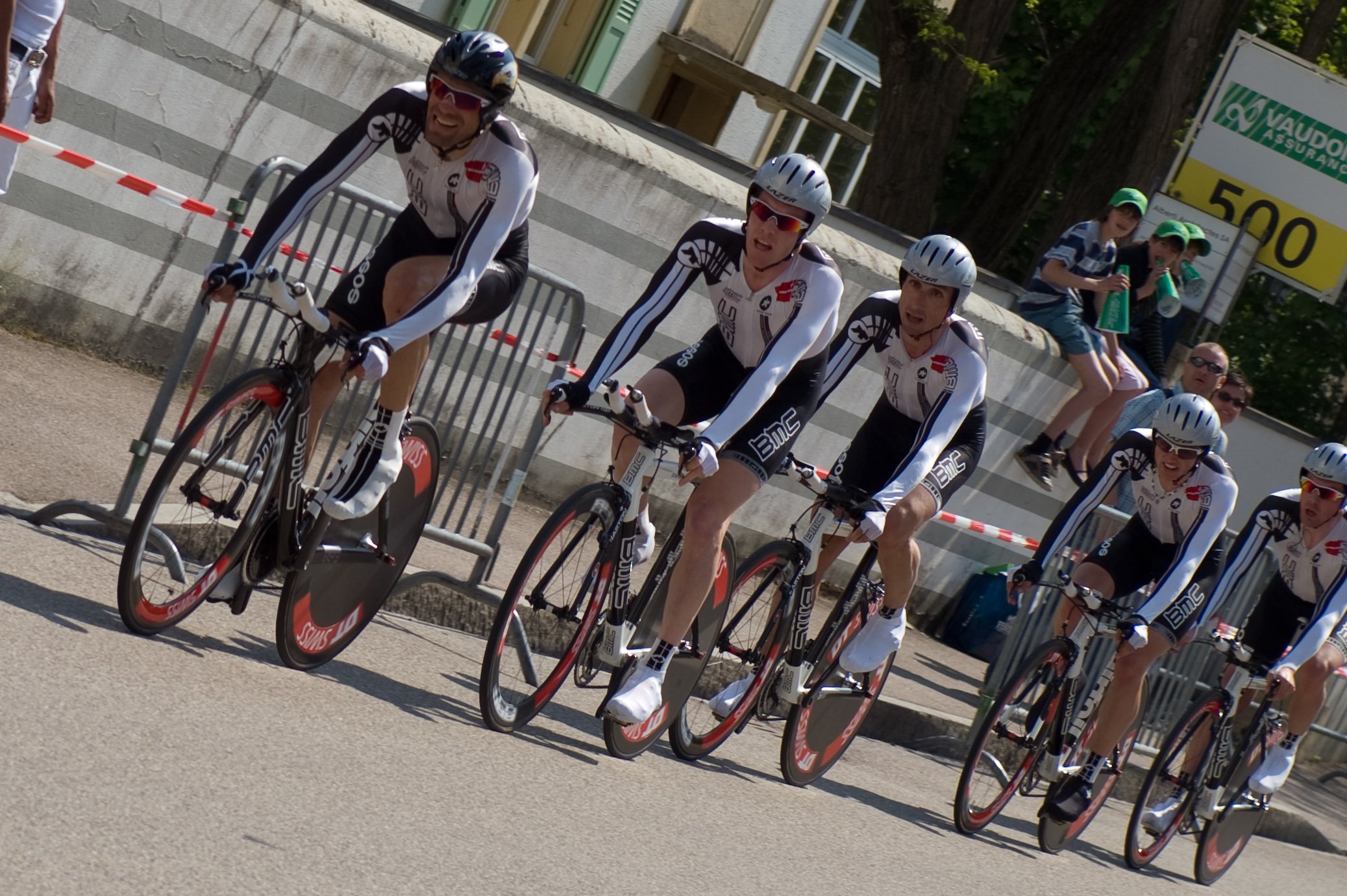
Ciclisti BMC al Tour de Romandie 2009

In questo modo nel 2007 la squadra, divenuta BMC Racing Team, si eleva a livello di team UCI Continental. L'organico è formato da 14 corridori, di cui cinque neo professionisti; due sono gli atleti svizzeri, Alexandre Moos e David Vitoria, entrambi provenienti dalla Phonak, mentre tutti gli altri, tra cui gli esperti Scott Moninger e Mike Sayers, sono statunitensi. Il team debutta in febbraio al Tour of California, e coglie la prima vittoria in marzo alla San Dimas Stage Race con Scott Moninger. Nell'aprile 2007 il patron Andy Rihs richiama intanto nel suo staff il direttore sportivo belga John Lelangue, già suo collaboratore alla Phonak, con il compito di ricercare giovani ciclisti svizzeri e statunitensi da mettere sotto contratto per la stagione successiva.
Per il 2008 arrivano così in squadra tra gli altri gli svizzeri Martin Kohler, Steve Bovay e Danilo Wyss, e gli statunitensi Brent Bookwalter e Antonio Cruz, quest'ultimo dalla Discovery Channel appena dismessa. Anche grazie a questi innesti la formazione riceve una delle venticinque licenze Professional Continental, potendo perciò fare il proprio debutto in numerose gare su suolo europeo. Per il 2009 vengono messi sotto contratto Markus Zberg (campione nazionale svizzero in carica) e Mathias Frank dalla dismessa Gerolsteiner, e Thomas Frei dall'Astana. In agosto proprio Frei e Frank danno alla squadra le prime storiche vittorie in gare europee UCI, aggiudicandosi rispettivamente l'ultima tappa e la classifica finale del Grand Prix Tell.

### 2010-2018: i successi internazionali

#### 2010: l'arrivo di Cadel Evans, Ballan e Hincapie

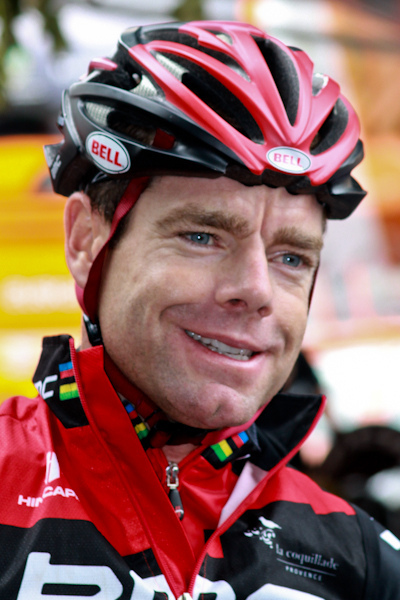
Cadel Evans, vincitore del Tour de France 2011 in maglia BMC

Negli ultimi mesi del 2009 il team guadagna grande visibilità annunciando di aver messo sotto contratto ciclisti come il campione del mondo 2008 Alessandro Ballan, il campione statunitense in carica George Hincapie, oltre a Karsten Kroon, Marcus Burghardt, Mauro Santambrogio, Steve Morabito e Michael Schär. Il mercato in entrata per la stagione 2010 viene completato in novembre con l'arrivo in squadra del campione del mondo in carica Cadel Evans, specialista dei Grandi Giri e già secondo nei Tour de France 2007 e 2008.
Con queste premesse la dirigenza stabilisce una sede societaria permanente in Europa, e organizza l'annata sportiva 2010 puntando alle classiche di primavera, con l'obiettivo di partecipare anche al Giro d'Italia e alla Vuelta a España. Cadel Evans ottiene il primo successo stagionale per la BMC, e primo personale in maglia iridata, aggiudicandosi la prestigiosa Freccia Vallone. La squadra debutta poi al Giro d'Italia. Durante quella gara Evans veste per un giorno la maglia rosa di leader, vince la tappa con arrivo a Montalcino e conquista infine la maglia rossa della classifica a punti, ottenendo al contempo il quinto posto nella graduatoria finale. In luglio, dopo le due vittorie di tappa di Burghardt al Tour de Suisse, la BMC viene invitata a correre il Tour de France. Il capitano, con ambizioni di vittoria, è Evans: questi riesce ad indossare per un giorno la maglia gialla, ma esce poi di classifica a causa di una frattura al gomito. Concluderà comunque quella corsa, ventiseiesimo in classifica ma miglior piazzato del suo team.

#### 2011: la licenza World Tour e la vittoria al Tour de France con Evans
Per la stagione 2011 la squadra, dopo aver ricevuto dall'UCI una delle diciotto licenze World Tour, mette sotto contratto tra gli altri Greg Van Avermaet, Manuel Quinziato e il campione del mondo Under-23 a cronometro in carica, Taylor Phinney. I principali risultati stagionali arrivano ancora con Cadel Evans. In primavera l'australiano si aggiudica infatti le classifiche generali della Tirreno-Adriatico e del Tour de Romandie, mentre in luglio conquista la vittoria finale del Tour de France. In quella Grande Boucle Evans, dopo aver vinto la quarta tappa e aver a lungo inseguito in classifica, riesce a fare sua la maglia gialla solo al termine della penultima frazione, una cronometro. Al termine dell'anno Evans è secondo nella graduatoria individuale World Tour, dietro al solo Philippe Gilbert, mentre la BMC è quinta in quella a squadre.

#### 2012: Philippe Gilbert alla BMC

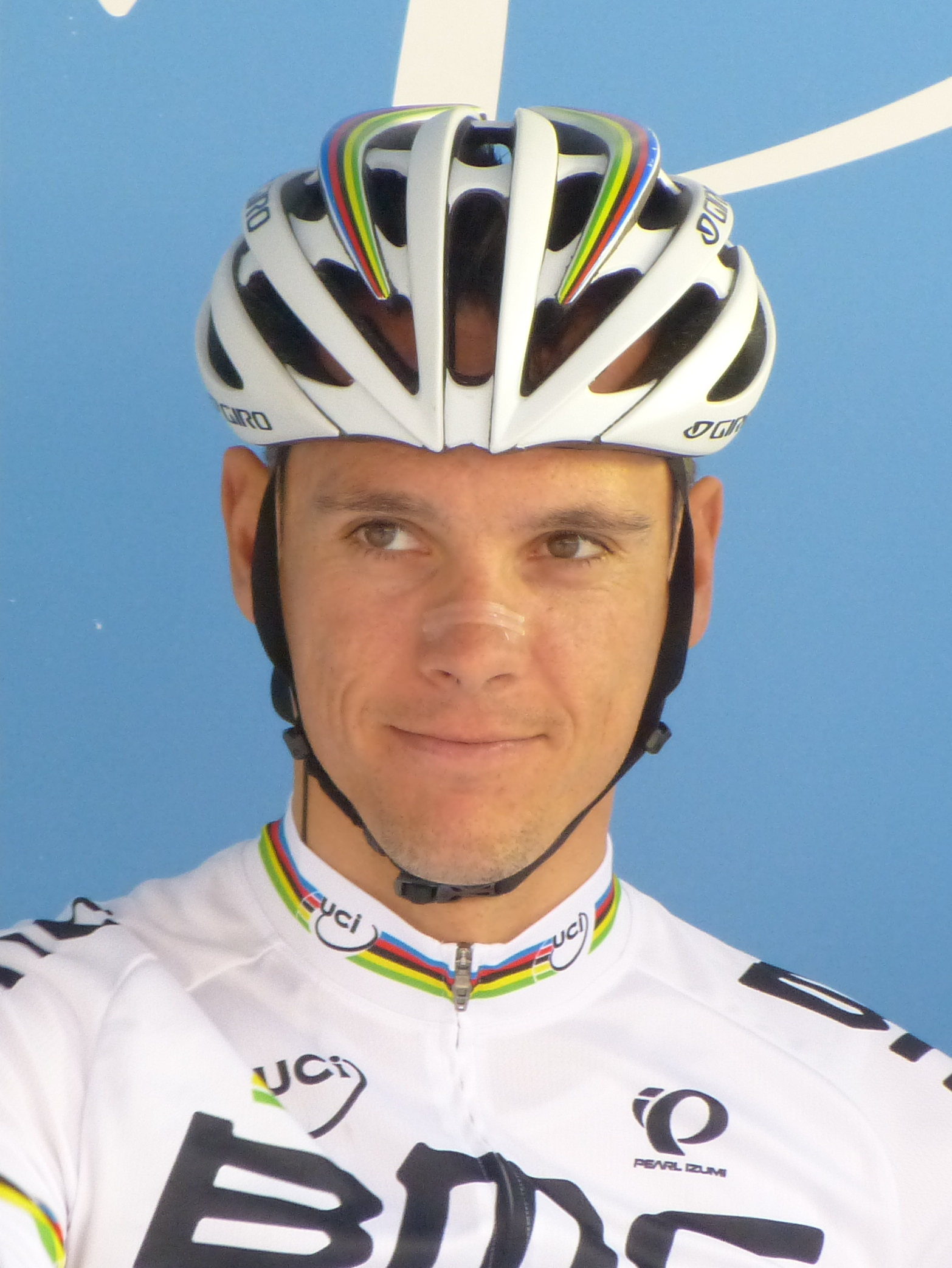
Philippe Gilbert in maglia iridata BMC

Proprio Philippe Gilbert rappresenta il nome più importante della campagna acquisti BMC per la stagione 2012 (l'annuncio era già stato dato nell'agosto 2011); arrivano in rosa tra gli altri anche il campione del mondo 2010 Thor Hushovd, l'italiano Marco Pinotti e lo statunitense Tejay van Garderen, questi ultimi due dalla dismessa HTC-Highroad. Durante l'anno solare la squadra ottiene ben 21 successi. Al Giro d'Italia Phinney e Pinotti si aggiudicano le due cronometro individuali della corsa, con il giovane statunitense che veste di rosa per tre giorni; al Tour de France brilla invece l'altro statunitense Tejay van Garderen, quinto classificato e miglior giovane (il campione in carica Evans conclude invece al settimo posto). Nel finale di stagione Gilbert riesce a ottenere i primi successi con la nuova maglia, vincendo due tappe alla Vuelta a España – una frazione la vince anche l'altro BMC Steve Cummings. Ai mondiali nel Limburgo, infine, Gilbert ottiene l'alloro più importante, la maglia iridata in linea, mentre Phinney e il sestetto della BMC concludono secondi a cronometro rispettivamente nella gara individuale e a squadre.

#### 2013-2014: la conferma nel World Tour
Nella stagione 2013 vengono confermati tutti i big del team, ma non arrivano in squadra grandi nomi. In questa stagione la squadra ottiene il record di vittorie (30) nei circuiti continentali, anche se solo cinque nel UCI World Tour. Cadel Evans decide di prendere parte al Giro d'Italia e al Tour de France. Al Giro d'Italia sale sul podio al terzo posto, ma paga la stanchezza e al Tour de France non vengono confermate le prestazioni passate. Le prestazioni poco brillanti di tutta la squadra alla Grande Boucle portano il team manager John Lelangue ad annunciare il suo ritiro il 22 luglio 2013. Al fallimento al Tour si aggiungono le scarse prestazioni di Philippe Gilbert, che da campione del mondo ottiene la prima vittoria quasi sul finire la stagione, in occasione della dodicesima tappa della Vuelta a España, da Maella a Tarragona.
Nel 2014 arrivano in squadra Samuel Sánchez, Peter Velits e, a partire dal 4 agosto, il cronoman Rohan Dennis, vengono invece ceduti Ivan Santaromita e Mathias Frank. Durante la stagione arrivano le vittorie di Taylor Phinney al Dubai Tour, di Steve Cummings al Tour Méditerranéen, di Cadel Evans al Giro del Trentino e di Tejay van Garderen all'USA Pro Cycling Challenge; Philippe Gilbert, tornato ad alti livelli dopo la deludente stagione 2013, si impone alla Freccia del Brabante, all'Amstel Gold Race e al Tour of Beijing. Grazie ai numerosi risultati, a fine anno la squadra è seconda nella classifica del World Tour.

#### 2015: il ritiro di Cadel Evans e le vittorie a cronometro

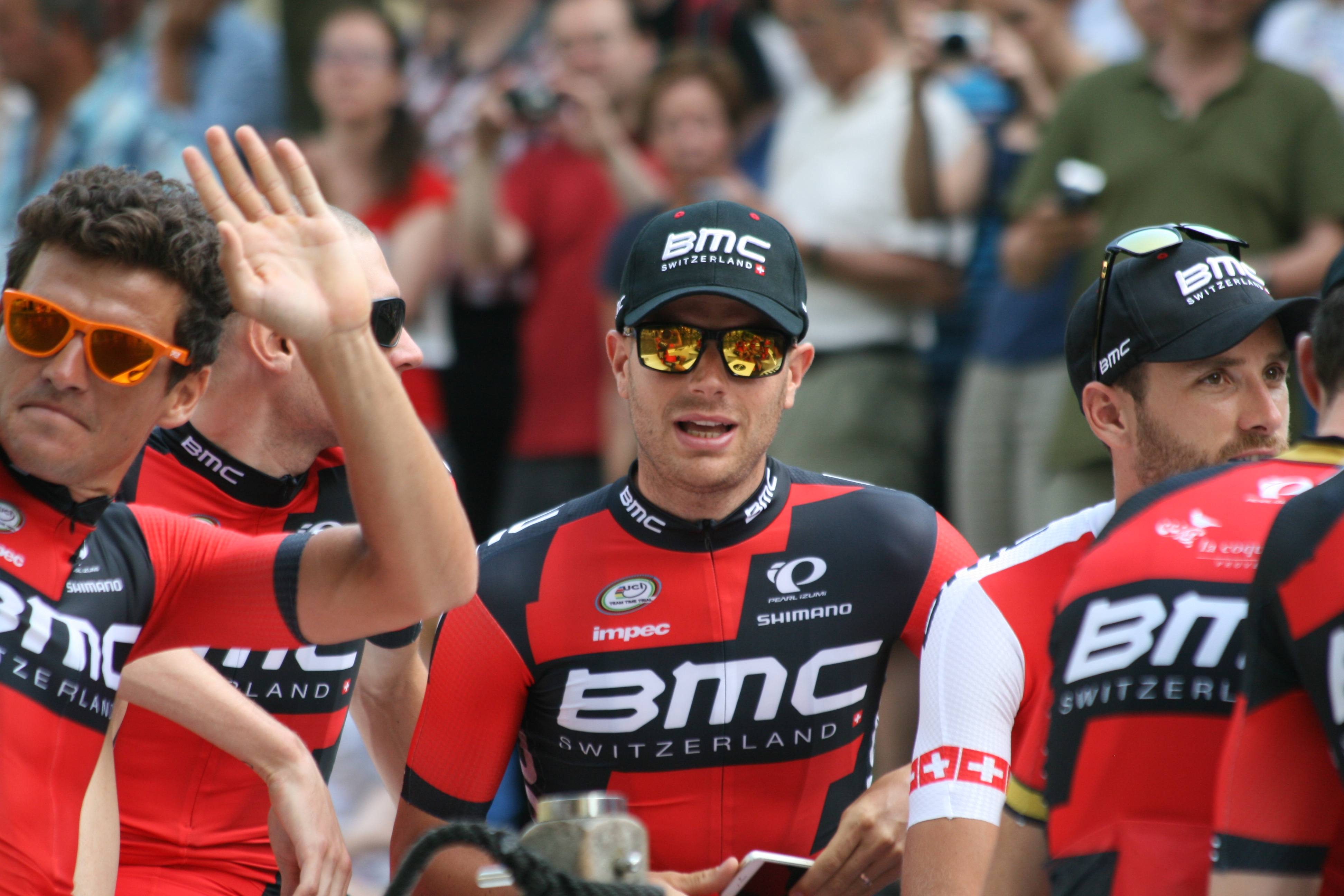
Ciclisti BMC al Tour de France 2015

L'inizio del 2015 segna il ritiro di due ciclisti che hanno fatto la storia della BMC e del ciclismo, Cadel Evans e Thor Hushovd. Tra gli altri, abbandonano il team anche Steve Cummings e Steve Morabito. Arrivano in squadra nuovi nomi, tra cui il corridore da corse a tappe Damiano Caruso e Alessandro De Marchi, che si aggiungono agli uomini di punta della squadra, Philippe Gilbert, Greg Van Avermaet, Tejay van Garderen, quest'ultimo chiamato a sostituire Cadel Evans nelle grandi corse a tappe.
La stagione inizia con la vittoria di Rohan Dennis al Tour Down Under, in Australia. Nella prima parte della stagione Van Avermaet centra diverse vittorie, tra le quali la terza tappa della Tirreno-Adriatico e una tappa e classifica generale del Belgium Tour. Philippe Gilbert fa sue due tappe al Giro d'Italia, la dodicesima, da Imola a Vicenza (Monte Berico) e la diciottesima, da Melide a Verbania. Importanti sono i successi a cronometro, come quelli del Tour de France, dove Rohan Dennis vince il prologo e il team si aggiudica la prova a squadre della nona tappa, da Vannes a Plumelec, e dei campionati del mondo a Richmond, dove la BMC si conferma come il team più forte nella specialità della cronometro a squadre. Nella seconda parte di stagione si annoverano le vittorie di Rohan Dennis all'USA Pro Cycling Challenge e di Alessandro De Marchi nella quattordicesima tappa della Vuelta a España.

#### 2016-2018: le vittorie con Van Avermaet, Porte e Dennis
Con il ritiro di Cadel Evans nel 2015, approda in BMC nella stagione 2016 l'australiano Richie Porte. In primavera Greg Van Avermaet si aggiudica Omloop Het Nieuwsblad e Tirreno-Adriatico, mentre Porte si piazza sui podi finali di Tour Down Under e Parigi-Nizza. Al Tour de France Van Avermaet vince una tappa e veste di giallo per tre giorni, mentre Richie Porte conclude la corsa al quinto posto con un buon recupero nella settimana finale. Dopo la Grande Boucle è ancora Van Avermaet il protagonista, con l'oro olimpico (in maglia belga) sulle strade di Rio de Janeiro e con il successo al Grand Prix Cycliste de Montréal.

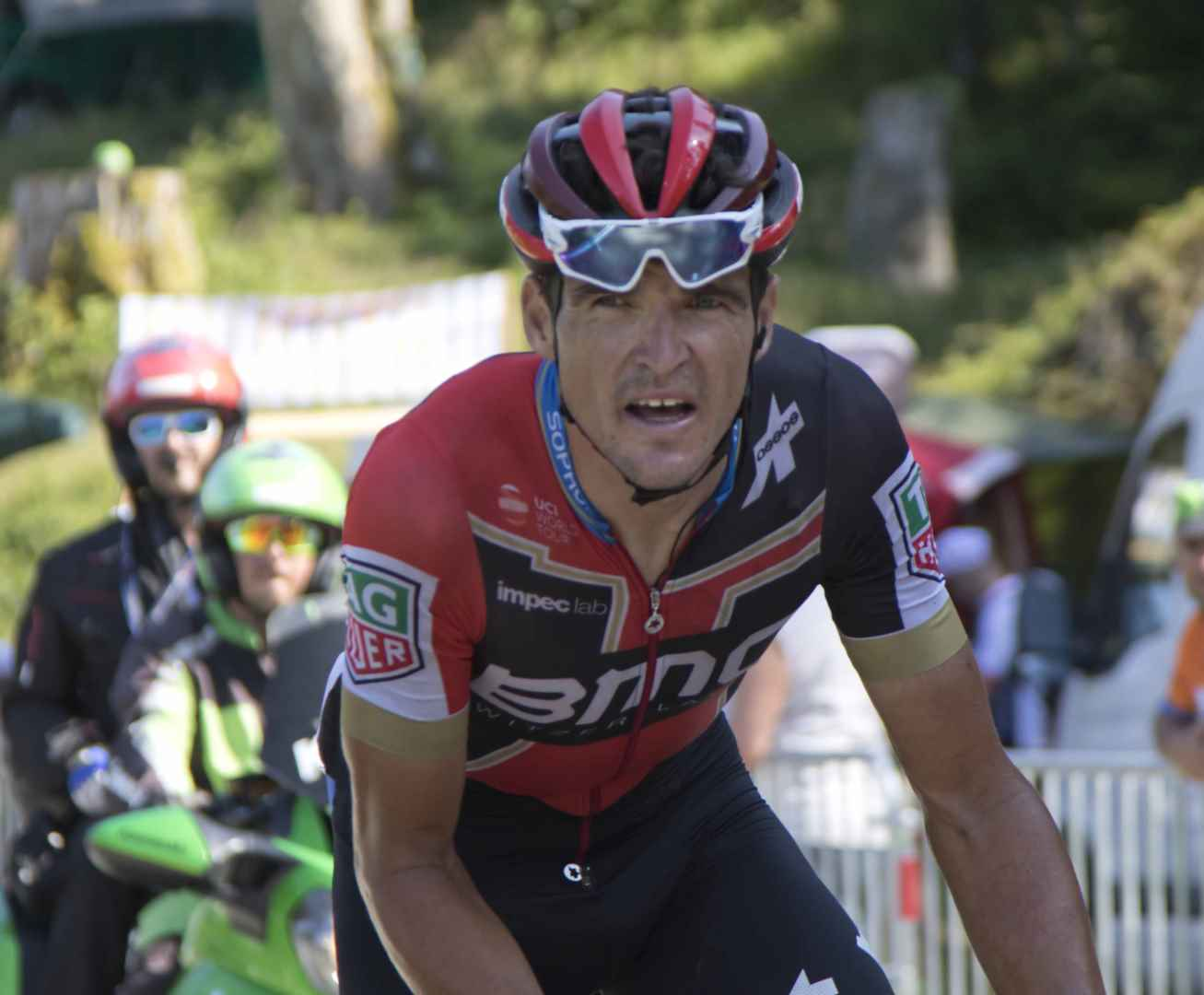
Greg Van Avermaet al Tour de France 2018

Nel 2017 Gilbert lascia la BMC per passare alla Quick-Step Floors, mentre viene integrato in squadra lo scalatore Nicolas Roche. La primavera delle classiche vede il campione olimpico Van Avermaet aggiudicarsi in sequenza Omloop Het Nieuwsblad, E3 Harelbeke, Gand-Wevelgem e Parigi-Roubaix, quest'ultima in una volata a cinque davanti allo specialista Zdeněk Štybar, e concludere secondo al Giro delle Fiandre, battuto dal solo Gilbert. Richie Porte vince il Tour Down Under, il Tour de Romandie e conclude secondo al Critérium du Dauphiné: presentatosi tra i favoriti al Tour de France, è costretto al ritiro durante la nona tappa a causa di una caduta. Arrivano vittorie anche con Silvan Dillier e Tejay Van Garderen in tappe al Giro d'Italia, con Rohan Dennis nelle due cronometro del Tour de Suisse (corsa in cui Caruso conclude secondo) e con Dylan Teuns, plurivincitore tra fine luglio e inizio agosto. Grazie alle vittorie in primavera, Van Avermaet si aggiudica anche la classifica individuale del World Tour 2017, primo ciclista BMC a riuscirci.
A fine stagione lasciano il team Dillier e Daniel Oss, arrivano invece Simon Gerrans, Alberto Bettiol e il velocista Jürgen Roelandts. In primavera Van Avermaet va solo vicino al podio nelle principali classiche; si rifà però al Tour de France, vestendo per otto tappe la maglia gialla dopo il successo della BMC nella cronometro a squadre. In quello stesso Tour Richie Porte, già vincitore in stagione del Tour de Suisse, è costretto nuovamente a ritirarsi in seguito a una caduta. Durante l'anno è in evidenza anche Rohan Dennis, vincitore, sempre nella specialità della cronometro, di una tappa al Giro d'Italia, due tappe alla Vuelta a España e del titolo mondiale di specialità a Innsbruck.

### 2019-2020: CCC Team e chiusura
Nel luglio 2018, dopo l'addio del primo sponsor BMC, viene annunciato un nuovo nome per la stagione 2019, quello dell'azienda di scarpe e borse polacca CCC, già sponsor della CCC Sprandi Polkowice. Anche la fornitura di telai cambia, affidata non più a BMC ma a Giant. La nuova squadra, la prima nella storia del World Tour con licenza polacca, viene ridimensionata e costruita intorno a Van Avermaet, affiancato da sei elementi della precedente BMC, sei nomi della CCC Sprandi e ad alcuni nuovi innesti come Guillaume Van Keirsbulck e Serge Pauwels. Lasciano il team tra gli altri Richie Porte, Rohan Dennis, Damiano Caruso, Tejay Van Garderen e Dylan Teuns.
Nel 2020 giungono in squadra, tra gli altri, Matteo Trentin, Fausto Masnada e Il'nur Zakarin. In una stagione segnata dalla pandemia di COVID-19, il CCC Team ottiene nove vittorie, tra cui un successo di tappa in ottobre al Giro d'Italia con Josef Černý, e il terzo posto alla Gand-Wevelgem con Trentin. Già a fine aprile, però, viene annunciato un taglio degli stipendi e il ritiro dello sponsor CCC a fine anno a causa di difficoltà economiche. Non avendo trovato nuovi finanziamenti, a fine anno il manager Jim Ochowicz è costretto a dismettere la squadra dopo quattordici stagioni di professionismo.

## Cronistoria

### Annuario
| Anno | Codice | Nome            | Cat. | Biciclette | Dirigenza |
| ---- | ------ | --------------- | ---- | ---------- | --- |
| 2007 | BMC    | BMC Racing Team | CT   | BMC        | Manager: Gavin Chilcott Dir. sportivi: Charlie Livermore, Andy Rihs, Jim Ochowicz |
| 2008 | BMC    | BMC Racing Team | PCT  | BMC        | Manager: Gavin Chilcott Dir. sportivi: John Lelangue, Charlie Livermore, Andy Rihs |
| 2009 | BMC    | BMC Racing Team | PCT  | BMC        | Manager: Gavin Chilcott Dir. sportivi: John Lelangue |
| 2010 | BMC    | BMC Racing Team | PCT  | BMC        | Manager: Gavin Chilcott Dir. sportivi: John Lelangue, Mike Sayers, Fabio Baldato, Rik Verbrugghe, Noël Dejonckheere, Jacques Michaud, René Savary                                      |
| 2011 | BMC    | BMC Racing Team | WT   | BMC        | Manager: Jim Ochowicz Dir. sportivi: John Lelangue, Mike Sayers, Fabio Baldato, Rik Verbrugghe, Maximilian Sciandri                                                                    |
| 2012 | BMC    | BMC Racing Team | WT   | BMC        | Manager: Jim Ochowicz Dir. sportivi: John Lelangue, Fabio Baldato, Noël Dejonckheere, Mike Sayers, Maximilian Sciandri, Rik Verbrugghe                                                 |
| 2013 | BMC    | BMC Racing Team | WT   | BMC        | Manager: Jim Ochowicz Dir. sportivi: John Lelangue, Fabio Baldato, Noël Dejonckheere, Yvon Ledanois, Allan Peiper, Maximilian Sciandri, Jackson Stewart                                |
| 2014 | BMC    | BMC Racing Team | WT   | BMC        | Manager: Jim Ochowicz Dir. sportivi: Allan Peiper, Fabio Baldato, Noël Dejonckheere, Yvon Ledanois, Valerio Piva, Jackson Stewart, Maximilian Sciandri                                 |
| 2015 | BMC    | BMC Racing Team | WT   | BMC        | Manager: Jim Ochowicz Dir. sportivi: Allan Peiper, Fabio Baldato, Noël Dejonckheere, Yvon Ledanois, Marco Pinotti, Valerio Piva, Maximilian Sciandri, Jackson Stewart, Geert Van Bondt |
| 2016 | BMC    | BMC Racing Team | WT   | BMC        | Manager: Jim Ochowicz Dir. sportivi: Allan Peiper, Fabio Baldato, Noël Dejonckheere, Yvon Ledanois, Klaas Lodewyck, Marco Pinotti, Valerio Piva, Maximilian Sciandri, Jackson Stewart  |
| 2017 | BMC    | BMC Racing Team | WT   | BMC        | Manager: Jim Ochowicz Dir. sportivi: Allan Peiper, Fabio Baldato, Yvon Ledanois, Klaas Lodewyck, Marco Pinotti, Valerio Piva, Maximilian Sciandri, Jackson Stewart                     |
| 2018 | BMC    | BMC Racing Team | WT   | BMC        | Manager: Jim Ochowicz Dir. sportivi: Allan Peiper, Fabio Baldato, Noël Dejonckheere, Klaas Lodewyck, Marco Pinotti, Valerio Piva, Maximilian Sciandri, Jackson Stewart                 |
| 2019 | CPT    | CCC Team        | WT   | Giant      | Manager: Jim Ochowicz Dir. sportivi: Piotr Wadecki, Fabio Baldato, Steve Bauer, Noël Dejonckheere, Gabriele Missaglia, Marco Pinotti, Valerio Piva, Jackson Stewart                    |
| 2020 | CCC    | CCC Team        | WT   | Giant      | Manager: Piotr Wadecki Dir. sportivi: Steve Bauer, Fabio Baldato, Noël Dejonckheere, Gabriele Missaglia, Marco Pinotti, Valerio Piva, Jackson Stewart                                  |

### Classifiche UCI
| Anno | Classifica | Pos. | Migliore cl. individuale |
| ---- | ---------- | ---- | ------------------------ |
| 2007 | America T. | 23º  | Scott Nydam (126º)       |
| 2007 | Europe T.  | 115º | Jonathan Garcia (1107º)  |
| 2008 | America T. | 14º  | Antonio Cruz (63º)       |
| 2008 | Europe T.  | 101º | Danilo Wyss (478º)       |
| 2009 | America T. | 20º  | Danilo Wyss (129º)       |
| 2009 | Europe T.  | 63º  | Mathias Frank (120º)     |
| 2010 | America T. | 12º  | Alexander Kristoff (43º) |
| 2010 | Europe T.  | 38º  | Cadel Evans (175º)       |
| 2010 | Oceania T. | 21º  | Cadel Evans (47º)        |
| 2010 | World Cal. | 10º  | Cadel Evans (4º)         |
| 2011 | World Tour | 5º   | Cadel Evans (2º)         |
| 2012 | World Tour | 7º   | Cadel Evans (24º)        |
| 2013 | World Tour | 10º  | Greg Van Avermaet (18º)  |
| 2014 | World Tour | 2º   | Philippe Gilbert (14º)   |
| 2015 | World Tour | 6º   | Greg Van Avermaet (8º)   |
| 2016 | World Tour | 4º   | Greg Van Avermaet (6º)   |
| 2017 | World Tour | 3º   | Greg Van Avermaet (1º)   |
| 2018 | World Tour | 4º   | Greg Van Avermaet (5º)   |
| 2019 | World Tour | 19º  | Greg Van Avermaet (6º)   |
| 2020 | World Tour | 16º  | Simon Geschke (57º)      |

## Divise
| BMC (2016) | CCC (2019-2020) |

## Palmarès
Aggiornato al 31 dicembre 2020.

### Grandi Giri
- Giro d'Italia

Partecipazioni: 11 (2010, 2011, 2012, 2013, 2014, 2015, 2016, 2017, 2018, 2019, 2020) 
Vittorie di tappa: 9
2010: 1 (Cadel Evans)
2012: 2 (Taylor Phinney, Marco Pinotti)
2015: 2 (2 Philippe Gilbert)
2017: 2 (Silvan Dillier, Tejay van Garderen)
2018: 1 (Rohan Dennis)
2020: 1 (Josef Černý)
Vittorie finali: 0
Altre classifiche: 1
2010: Punti (Cadel Evans)
- Tour de France

Partecipazioni: 11 (2010, 2011, 2012, 2013, 2014, 2015, 2016, 2017, 2018, 2019, 2020)
Vittorie di tappa: 6
2011: 1 (Cadel Evans)
2015: 3 (Dennis, cronosquadre, Van Avermaet)
2016: 1 (Greg Van Avermaet)
2018: 1 (cronosquadre)
Vittorie finali: 1
2011 (Cadel Evans)
Altre classifiche: 1
2012: Giovani (Tejay van Garderen)
- Vuelta a España

Partecipazioni: 10 (2011, 2012, 2013, 2014, 2015, 2016, 2017, 2018, 2019, 2020)
Vittorie di tappa: 11
2012: 3 (2 Philippe Gilbert, Steve Cummings)
2013: 1 (Philippe Gilbert)
2015: 2 (cronosquadre, Alessandro De Marchi)
2016: 1 (Jempy Drucker)
2017: 1 (cronosquadre)
2018: 3 (2 Rohan Dennis, Alessandro De Marchi)
Vittorie finali: 0
Altre classifiche: 1
2016: Squadre

### Classiche monumento
- Parigi-Roubaix: 1

2017 (Greg Van Avermaet)

### Campionati del mondo
- Cronometro a squadre: 2

2014, 2015

### Campionati nazionali
- Campionati australiani: 4

In linea: 2017 (Miles Scotson)
Cronometro: 2016, 2017, 2018 (Rohan Dennis)
- Campionati belgi: 1

In linea: 2016 (Philippe Gilbert)
- Campionati cechi: 1

Cronometro: 2020 (Josef Černý)
- Campionati italiani: 3

In linea: 2013 (Ivan Santaromita)
Cronometro: 2013 (Marco Pinotti); 2016 (Manuel Quinziato)
- Campionati lussemburghesi: 1

Cronometro: 2017 (Jempy Drucker)
- Campionati neozelandesi: 1

Cronometro: 2019 (Patrick Bevin)
- Campionati norvegesi: 2

In linea: 2011 (Alexander Kristoff); 2013 (Thor Hushovd)
- Campionati polacchi: 1

Cronometro: 2020 (Kamil Gradek)
- Campionati slovacchi: 1

Cronometro: 2014 (Peter Velits)
- Campionati statunitensi: 4

Cronometro: 2014, 2016 (Taylor Phinney); 2017, 2018 (Joey Rosskopf)
- Campionati svizzeri: 8

In linea: 2012 (Martin Kohler); 2013 (Michael Schär); 2015 (Danilo Wyss); 2017 (Silvan Dillier)
Cronometro: 2011 (Martin Kohler); 2015 (Silvan Dillier); 2017, 2018 (Stefan Küng)